# Zielona Góra Nowy Kisielin
Zielona Góra Nowy Kisielin – przystanek w Zielonej Górze, w dzielnicy Nowe Miasto, na osiedlu Nowy Kisielin, w województwie lubuskim. Stacja, z dwoma jednokrawędziowymi peronami, zlokalizowana jest na linii nr 273 łączącej Wrocław ze Szczecinem.
Przystanek został wybudowany w 2015, lecz przez kilka lat od tej daty nie zatrzymał się tam żaden pociąg.
Od dnia 9 czerwca 2019r. zmieniono nazwę przystanku z Nowy Kisielin na Zielona Góra Nowy Kisielin.

## Wymiana pasażerska
| Rok  | Wymiana pasażerska na dobę |
| ---- | -------------------------- |
| 2017 | 0-9                        |
| 2022 | 150-199                    |